# Дзьобник округлолистий
Дзьобник округлолистий (Rhynchostegium rotundifolium) — вид мохів порядку гіпнобрієвих (Hypnales).

## Поширення
Ареал охоплює такі частини світу: Європа, Азія.